# Torre Sunwah
La Torre Sunwah è un grattacielo della città di Ho Chi Minh in Vietnam.

## Storia
I lavori di costruzione del grattacielo, progettato dallo studio di architettura EaWes Corporation, iniziarono nel 1994 e portarono alla sua apertura nel 1995. È stato il più alto edificio del Vietnam per un anno, prima di essere superato in altezza dal Saigon Centre.

## Descrizione
La torre raggiunge un'altezza di 92 metri per 21 piani e possiede una superficie lorda totale di 15 000 m².